# Ingrid Drexel
Ingrid Drexel Clouthier (* 28. Juli 1993 in Monterrey) ist eine ehemalige mexikanische Radsportlerin.

## Sportlicher Werdegang
Ingrid Drexel begann im Alter von 13 Jahren mit dem Radsport auf der Radrennbahn von León; acht Jahre später hatte sie 42 nationale Titel im Radsport in verschiedenen Altersklassen errungen. Mit 14 Jahren wurde sie für den mexikanischen Kader für die Panamerikanischen Radsportmeisterschaften ausgewählt. 2010 startete sie bei den Olympischen Jugend-Sommerspielen und wurde panamerikanische Junioren-Meisterin im Einzelzeitfahren.
2011 gewann Drexel bei den Junioren-Bahnweltmeisterschaften zwei Medaillen: Silber im Punktefahren und Bronze im Omnium. Im selben Jahr wurde sie dreifache Panamerikameisterin: als Juniorin im Scratch und in der Einerverfolgung, in der Eliteklasse gewann sie im Omnium. 2012 startete Drexel im Straßenrennen der Olympischen Spiele in London, konnte aber das Zeitlimit nicht einhalten. 2014 wurde sie Panamerikameisterin im Straßenrennen. Bis einschließlich 2018 errang sie zudem sieben nationale Meistertitel im Straßenrennen sowie im Einzelzeitfahren.

## Privates
Ingrid Drexel ist verheiratet mit dem mexikanischen Fußball-Nationaltorhüter Gibrán Lajud (Stand 2020). Sie ist die Nichte der Politikerin Tatiana Clouthier. Im Oktober 2020 wurden sie und Lajud Eltern eines Jungen.

## Erfolge

### Straße
2010
- Panamerika-Juniorenmeisterin – Einzelzeitfahren

2012
- Mexikanische Meisterin – Straßenrennen, Einzelzeitfahren

2013
- Panamerikameisterin – Einzelzeitfahren
- Mexikanische Meisterin – Straßenrennen, Einzelzeitfahren

2015
- Mexikanische Meisterin – Einzelzeitfahren

2016
- Panamerikameisterschaft – Einzelzeitfahren

2017
- Mexikanische Meisterin – Straßenrennen, Einzelzeitfahren

2018
- Mexikanische Meisterin – Einzelzeitfahren

### Bahn
2011
- Junioren-Weltmeisterschaft – Punktefahren
- Junioren-Weltmeisterschaft – Omnium
- Panamerika-Juniorenmeisterin – Einerverfolgung, Scratch
- Panamerikameisterin – Omnium
- Panamerikameisterschaft – Mannschaftsverfolgung

2014
- Zentralamerika- und Karibikspiele – Mannschaftsverfolgung (mit Mayra Rocha, Yarely Salazar und Jessica Bonilla)

2015
- Panamerikameisterschaft – Mannschaftsverfolgung (mit Sofía Arreola, Mayra Rocha und Lizbeth Salazar)

## Teams
- 2013 Pasta Zara-Cogeas
- 2014 Forno d’Asolo-Astute
- 2015 Astana-Acca Due O
- 2016 Astana Women’s Team
- 2017 TIBCO-SVB
- 2018 TIBCO-SVB
- 2019 TIBCO-SVB